# بيتيم
بيتيم هي بلدية في البرازيل، تتبع ميناس جرايس، بلغ عدد سكانها 378٬089  نسمة، في 2010، تبلغ مساحتها 346 كيلومتر مربع، رمزها البريدي هو 32500-000.

## الموقع
تشترك في الحدود مع:
- كونتاجيم
- Sarzedo, Minas Gerais [الإنجليزية]‏
- Mário Campos [الإنجليزية]‏
- Esmeraldas, Minas Gerais [الإنجليزية]‏.